# Карл Форсман
Карл Форсман (7 грудня 1996, Естерсунд) — шведський плавець, чемпіон Літніх Паралімпійських ігор 2016 року. Виступає в класах S5 та S6.
Золоту медаль Паралімпійських ігор здобув на 100-метрівці брасом.